# Emilio Zapico
Emilio Rodríguez Zapico (León, España; 27 de mayo de 1944-Huete, Castilla-La Mancha, España; 6 de agosto de 1996) fue un piloto de automovilismo español. Pese a no ganar nunca un campeonato nacional, era uno de los pilotos nacionales mejor considerados durante los 70. Participó en un Gran Premio de Fórmula 1 con un monoplaza comprado a la escudería Frank Williams Racing Cars, pero falló en la calificatoria.

## Trayectoria

### Inicios
Zapico debutó en 1965 en el Campeonato de Castilla de Velocidad con un Seat 600. En años posteriores participó principalmente con un Alpine A110 y un Matra en distintas carreras en cuesta y rallyes nacionales. En 1968 fue copiloto de Lucas Sainz para FASA-Renault, lo que le permitió mejorar lo aprendido anteriormente y empezar a destacar ya al año siguiente tanto de piloto consiguiendo sus primeros podios al volante en la I Copa Nacional Renault que le valieron para ser tercero final, como de copiloto de Sáinz, logrando sus primeras victorias en el Rallye Costa del Sol y en el Rallye Fallas (no puntuable), que les valieron para ser subcampeones de dicha temporada.

### Destacando en los circuitos
Emilio sigue en 1970 en la Copa Nacional Renault con el objetivo de llevarse la temporada, a pesar de conseguir un tercer puesto en la primera prueba del Jarama, sufre dos abandonos en Granollers y Orense que le hacen abandonar el campeonato y adquirir un Renault 8 Gordini para concentrarse en los rallyes y subidas. Allí sigue en 1971 utilizando otros automóviles, además, reaparece en las carreras de Velocidad del Circuito del Jarama y se inscribe en la Temporada 1971 de Fórmula 1430, donde a bordo de un Lince logra vencer en la mitad de las carreras donde participa a los poderosos Selex, siendo subcampeón de la temporada a tan solo dos puntos de Paco Josa, y nueve por delante de Salvador Cañellas.
En 1972 ficha por la escudería oficial Repsol de la Fórmula 1430 a bordo de un Etco, un fórmula poco abundante en las parrillas y poco rodado respecto a los Selex pero muy cómodo de conducir. Sin embargo y tras unas verificaciones la escudería es descalificada en la segunda ronda, por lo que Repsol decide retirarse y Zapico finaliza la temporada recuperando su lince del año anterior. Pese a estos problemas termina séptimo el campeonato. Ese año realiza también su primera incursión en el Campeonato Europeo de Turismos con un Alfa Romeo GTAm, siguiendo en este campeonato en 1973 gracias al apoyo de Garvey, con un Ford Escort RS que compartiría con Rafael Barrios y José María Uriarte. 
En 1974 fue fichado en la Fórmula SEAT 1800 con un Flash Martini por la escudería Marlboro. Lograría dos victorias en Paul Ricard y en el Jarama, pero el no lograr otros podios le relegó a la cuarta posición final del campeonato, muy cerca de nuevo de Salvador Cañellas, que le sacó un punto. Esa temporada también fue piloto oficial de Chrysler utilizando los Simca Rallye en algunas pruebas nacionales y, a nivel europeo disputó varias carreras del Campeonato Europeo de 2L para el Paulenco Racing generalmente con un March 74S-BMW, siendo su mejor resultado un segundo lugar en las 2 Horas del Jarama. En las 24 Horas de Le Mans se hallaba inscrito también con el March de Paulenco Racing, pero no tomaron la salida. En 1975 siguió en la Fórmula 1800 y su Martini, empezó la temporada ganando en el Jarama y con un segundo puesto en Albi, pero luego sufrió varios abandonos y no pudo hacer frente a los dos dominadores de la temporada Juan Ignacio Villacieros y Jean Claude, terminando tercero. Con el Martini también disputó algunas subidas de Montaña, venciendo por ejemplo en la subida a La Reineta.

### Intento en la Fórmula 1
Con una meta clara y pese a no haber conseguido su objetivo previo de correr en el Campeonato Europeo de Fórmula Dos, en 1976 hace su único intento de participar en un Gran Premio de Fórmula 1. Se pone a buscar patrocinadores durante toda la temporada y convence a la firma de seguros Mapfre para que apoye su proyecto. En Inglaterra intenta adquirir uno de los Hesketh de Harald Ertl, pero este ejemplar rompió su motor probándolo y no se disponía de un repuesto. Así que a través Peter Gaydon consigue un antiguo Williams FW04 que había sido adaptado para la Fórmula 5000. Así, junto a Emilio de Villota que pilotaba con un Brabham-Ford, forman parte de la lista de inscritos del Gran Premio de España de 1976. En los entrenamientos, Zapico queda a solo 7 décimas de Larry Perkins, que era el último coche clasificado en parrilla para la carrera (el 27.º de 24 admitidos) y Villota se queda justo detrás del español. Tras esta decepción casi desapareció del panorama, corriendo esporádicamente durante los siguientes años algunas pruebas nacionales.

### Regreso en los 80
En 1981 decide volver a los circuitos a tiempo completo, inscribiéndose en la Copa de Europa Alfasud. Logró su única victoria de la temporada en Hockenheimring y terminó quinto la temporada. Siguió en el campeonato en 1982, y aunque este segundo año no logró ninguna victoria, logró más puntos en la general y terminó tercero del campeonato.

En 1983 se cambió al Campeonato Europeo de Turismos, para disputar parte de la temporada con un Alfa Romeo Alfetta GTV6 de la escudería Luigi Racing y con Maurizio Micangeli de compañero, cambiando a la escudería Autolodi Corse para Silverstone y Zolder, con Rinaldo Drovandi (uno de sus principales rivales en la temporada 82) de compañero. Con Drovandi y el mismo coche seguiría en la temporada 1984, para disputar nuevas carreras en 1985 con Marco Micangeli, esta vez con un BMW 635 CSi. En los 500 kilómetros de Zeltweg de 1985 logró su mejor resultado de este periodo, un tercer puesto absoluto en la prueba.
Su última aparición al volante de la que se tiene constancia fue una exhibición de cronoescalada disputada en los alrededores del Estadio Olímpico de Montjuich a principios de 1986. Diez años más tarde, el 6 de agosto de 1996, Emilio falleció en un accidente aéreo cerca de Huete (Castilla-La Mancha), mientras participaba en la V Vuelta Ibérica de Ultraligeros.

## Resultados

### Fórmula 1
| Año     | Escudería       | 1   | 2   | 3   | 4       | 5   | 6   | 7   | 8   | 9   | 10  | 11  | 12  | 13  | 14  | 15  | 16  | Pos. | Puntos |
| ------- | --------------- | --- | --- | --- | ------- | --- | --- | --- | --- | --- | --- | --- | --- | --- | --- | --- | --- | ---- | ------ |
| 1976    | Mapfre-Williams | BRA | RSA | USW | ESP DNQ | BEL | MON | SWE | FRA | GBR | GER | AUT | NED | ITA | CAN | USA | JPN | NC   | 0      |
| Fuente: |                 |     |     |     |         |     |     |     |     |     |     |     |     |     |     |     |     |      |        |